# Пущиньский, Тадеуш
Тадеуш Пущиньский (пол. Tadeusz Puszczyński, 2 февраля 1895 — 24 февраля 1939) — офицер польской армии, участник Первой мировой войны и Силезских восстаний, активный деятель национального движения.

## Биография
Родился в Петроко́ве, одноимённой польской губернии, Российской империи. Там же окончил среднюю школу, в которой с ним учились будущие видные члены национального движения Стефан Ровецкий и Зигмунд Заремба. Как и Ровецкий входил в подпольную скаутскую организацию.
С 1913 года в рядах Польской социалистической партии. Был арестован, содержался в тюрьме. После освобождения переехал в Варшаву. Позднее под угрозой ареста был вынужден перебраться в Краков.
С началом Первой мировой войны, с августа 1914 года, солдатом вступает в 4-й батальон 1-й бригады Польских легионов под начало Юзефа Пилсудского. С 1915 года — член Польской военной организации в келецком округе, позже руководитель радомского представительства организации. С января 1919 года в народной милиции (в радомском районе), затем возглавляет 8-й стрелковый батальон (реорганизованный впоследствии в 79-й пехотный полк).
В период Первого силезского восстания присутствует в регионе как наблюдатель от польского министерства обороны. С апреля 1920 года входит в состав Польского комиссариата по плебисциту в Верхней Силезии. Примерно с августа 1920 года является членом Польской военной организации в Верхней Силезии. С начала 1921 года — начальник подразделения технической разведки 2-го отдела генштаба Войска Польского. В звании капитана руководит диверсионной группой «Вавельберг», чьи успешные действия 2-3 мая 1921 года стали залогом успеха Третьего силезского восстания.
За свои действия во время Силезских восстаний награждён орденом «Virtuti Militari» 5-й степени и крестом Независимости с мечами.
В 1922—1927 годах офицер генштаба Войска Польского. В 1929 году окончил Высшую военную школу, работал преподавателем в школе. Командовал батальоном в 65-м пехотном полку, позже был начальником штаба 12-й пехотной дивизии.
С октября 1936 года офицер корпуса пограничной охраны, комендант Сарнского укрепрайона, а с февраля 1938 года начальник штаба корпуса пограничной охраны. В конце февраля 1939 года в Варшаве, в возрасте 44 лет, Тадеуш Пущиньский умирает от опухоли головного мозга. Посмертно ему было присвоено звание полковника. Похоронен на кладбище Повонзки.

## Комментарии
1. ↑  В период подготовки спецоперации Тадеуш Пущиньский пользовался псевдонимом Конрад Вавельберг, отсюда же взяла своё название диверсионная группа.